# Río Naya
Pour les articles homonymes, voir Naya.
 (avril 2014).
Si vous disposez d'ouvrages ou d'articles de référence ou si vous connaissez des sites web de qualité traitant du thème abordé ici, merci de compléter l'article en donnant les références utiles à sa vérifiabilité et en les liant à la section « Notes et références ».
Le río Naya est un fleuve de Colombie, affluent de l'Océan Pacifique.
Long d'environ 140 km, il sert de frontière naturelle entre les départements du Cauca au sud et du Valle del Cauca au nord.

## Géographie
Le río Naya prend sa source dans la cordillère Occidentale, dans le département du Cauca. Il coule ensuite vers l'ouest avant de se jeter dans l'Océan Pacifique. Son embouchure est entourée par un vaste écosystème de mangroves dont le développement est favorisé par sa géographie située dans la zone de convergence intertropicale.
Sur la plus grande partie de son parcours, 

## Économie

### Crises sociale, humanitaire et environnementale
La rivière Naya en Colombie est le centre d'une crise sociale et humanitaire grave, exacerbée par l'intensification du conflit armé dans la région. Les communautés locales sont durement affectées par cette situation, tandis que l'exploitation mécanisée de l'or a un impact environnemental dévastateur sur ce fleuve, déjà fortement pollué.